# Lygisaurus tanneri
Lygisaurus tanneri är en ödleart som beskrevs av  Ingram och COVACEVICH 1988. Lygisaurus tanneri ingår i släktet Lygisaurus och familjen skinkar. Inga underarter finns listade i Catalogue of Life.